# José Antonio de Lavalle Romero-Motezuma
José Antonio de Lavalle Romero-Montezuma (o Motezuma), III
```
conde de Premio Real
 por carta de sucesión de 1879 (título otorgado a su antepasado, José Antonio de Lavalle y Cortés, por 
Carlos III
 el 14 de enero de 1782), y 
conde de La Estrella
.
[
1
]
```

Casado, el 6 de agosto de 1863, con Emilia Sant Giulia (nacida el 30 de mayo de 1844), hija del conde de San Lázaro, barón de Fournier, de Malta. No tuvo hijos, falleció sin descendencia
Sus padres fueron José Antonio de Lavalle Sánchez natural de (Cádiz,1796- Jérez de la frontera, 1873)  III conde de Premio Real, comendador de la Real Orden Americana de Isabel la Católica, consejero de Su Majestad en Agricultura, Industria y Comercio, presidente de la Real Sociedad de Amigos del País, de Jerez de la Frontera, y su esposa Ana Romero Ramos, natural de Jerez de la Frontera.
Durante su vida recibió diversos honores y condecoraciones: la Cruz de la Real Orden de Isabel la Católica, la Gran Cruz de la Orden del Santo Sepulcro de Jerusalén, la medalla de la Orden tunecina de Iftikhar Nischan, Comandante y Caballero de la Orden de Nuestra Señora de la Concepción de Villaviciosa de Portugal y Caballero de Cristo de la Concepción de Villaviciosa de Portugal.
Ejerció en diferentes lugares el cargo de agente diplomático:
Parece ser que su primer destino fue al norte de África (Túnez o Argel?),  desde diciembre de 1859 hasta septiembre de 1860.
Vicecónsul en Cardiff, desde el 16 de febrero de 1861; Vicecónsul en Malta desde el 16 de julio de 1862; Cónsul en Filadelfia, desde el 28 de junio de 1866 hasta 1868; Cónsul de primera clase en comisión en la misma fecha en Emuy/Amoy (actual Xiamen, en China), donde construyó a sus expensas el edificio consular, desde el 20 de junio de 1870; comisionado en Nápoles desde el 26 de junio de 1872; en Hong Kong desde el 25 de septiembre de 1872, y Cónsul General en Quebec desde el 28 de octubre ( o el 31 de diciembre) de 1874 hasta su fallecimiento el 17 de octubre de 1888.
Entre 1869 hasta 1870 residió en Madrid, donde vuelve entre 1873 hasta 1874. Lo hace de nuevo, por enfermedad, desde finales de 1875 hasta julio de 1876.

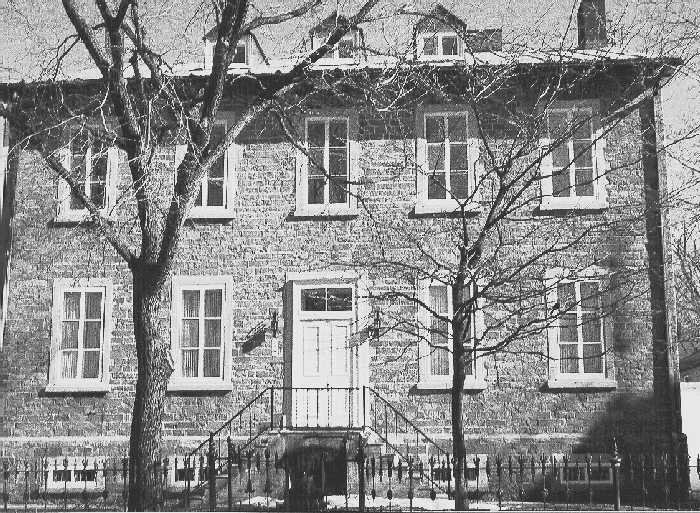

Durante su estancia en Quebec vivió en Lévis (población en la orilla sur del río San Lorenzo),  donde en 1881 construyó una gran mansión de estilo oriental (esta se mantuvo en pie hasta 1939). Debido a sus  enormes gastos se vio obligado,  a partir de 1885, a mudarse a otra casa más modesta. En sus  últimos años arrendó la histórica mansión Sewell. que aún puede contemplarse en el número 87 de la calle Saint-Louis.
Su mujer no le acompañó al Canadá, ya que prefirió permanecer en Europa.
Miembro de la Sociedad Geográfica de Quebec, desde 1881. Creador del renombrado grupo literario de Quebec "Le Club des 21".
Algunos de sus trabajos los firmaba bajo su seudónimo de Fieldat.
Murió de forma trágica cuando se le disparó su arma de fuego. Está enterrado en el cementerio de Notre Dame de Belmont (Quebec), pero en la fosa común, ya que la Iglesia católica considera que los suicidas no tienen derecho a estar enterrados en sagrado.
La Biblioteca Municipal de Jerez posee entre sus fondos tres de sus obras, además de otra de su padre.

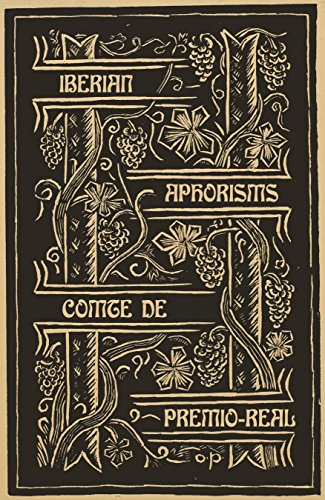

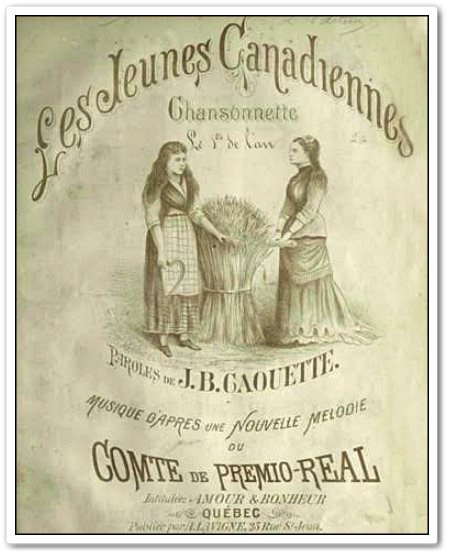

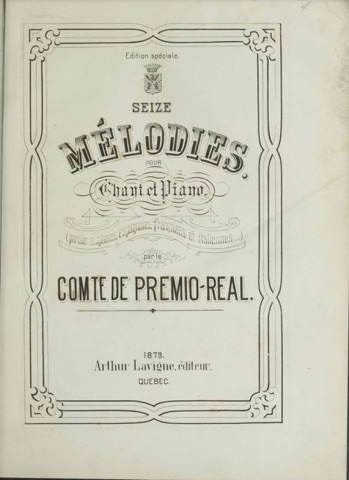

## Obra
- On Laying out curves (1868)
- Popular Sayings from Old Iberian (Quebec, 1876).
- Seize Melodies.Chant et piano (Quebec, 1878).
- Divers memoirs pour serviu a l´actuale relations commerciales entre L´Espagne et Canada (Quebec, 1879).
- Les isles Sant´Pierre et Miquelon (Quebec, 1880).
- Scrap-book: contenant divers souvenirs personnels (Quebec, 1880).